# Roche-la-Molière
Roche-la-Molière este o comună în departamentul Loire din sud-estul Franței. În 2009 avea o populație de 10.330 de locuitori.

## Evoluția populației
| An        | 1975  | 1982  | 1990   | 1999   | 2006   | 2009   |
| --------- | ----- | ----- | ------ | ------ | ------ | ------ |
| Populație | 9.893 | 9.211 | 10.103 | 10.083 | 10.365 | 10.330 |